# Masha Novoselova
Masha Novoselova est un mannequin d'origine russe, née à Toula (Union soviétique) le 31 janvier 1985.

## Biographie
Après avoir signé avec Storm Model Management, Masha Novoselova devient un modèle très recherché en 2007. Elle pose pour des entreprises, dont Victoria's Secret, et apparaît dans de nombreux magazines de mode.

### Vie privée
Le 24 juillet 2010, Masha Novoselova épouse le producteur français Dimitri Rassam, fils de l'actrice française Carole Bouquet et du producteur Jean-Pierre Rassam. Elle donne naissance à leur premier enfant en 2011. Ils ont ensuite divorcé le 25 avril 2018.